# Le Secret des sorcières
 (juin 2025).
Motif : Absence de sources
- Archive Wikiwix
- Bing
- Cairn
- DuckDuckGo
- E. Universalis
- Gallica
- Google
- G. Books
- G. News
- G. Scholar
- Persée
- Qwant
- (zh) Baidu
- (ru) Yandex
- (wd) trouver des œuvres sur Wikidata

| 1. | Préciser le motif de la pose du bandeau. | Précisez le motif de la pose du bandeau en utilisant la syntaxe suivante : {{admissibilité à vérifier\|date=juin 2025\|motif=remplacez ce texte par le motif}}                               |
| 2. | Informer les utilisateurs concernés.     | Pensez à avertir le créateur de l'article, par exemple, en insérant le code ci-dessous sur sa page de discussion : {{subst:avertissement admissibilité à vérifier\|Le Secret des sorcières}} |

Le Secret des sorcières est une chanson de Pierre Grosz, écrite en 1988 pour le disque Musique, citoyennes ! qui regroupe des textes de la Révolution française. La musique est de Michel Précastelli.

## Interprète
Francesca Solleville dans l'album Musique, citoyennes !, disque 33 tours de Francesca Solleville, sorti pour le bicentenaire de la Révolution en 1989. Distribution Carrere, production Chantons 89 WH. no 66586 CA 272.